# Meguion
Meguion (en rus: Мегион) és una ciutat de Rússia, del Districte Autònom Khanti-Mansi — Iugrà. La població és, segons el cens rus de 2021, de 52.887 habitants. Meguion es troba a la plana de Sibèria occidental, a 27 km al nord-oest de Nijnevartovsk, a 383 km a l'est de Khanti-Mansisk i a 2.284 km al nord-est de Moscou.